# 邓国政
邓国政（1939年—），男，湖北云梦人，中华人民共和国政治人物，曾任中共湖北省委常委、秘书长、副书记，湖北省人大常委会副主任，第九届全国人大代表。